# SPSS
SPSS é um software aplicativo (programa de computador) do tipo científico. Originalmente o nome era acrónimo de Statistical Package for the Social Sciences – pacote estatístico para as ciências sociais. É um pacote de apoio à tomada de decisão que inclui aplicação analítica, mineração de dados, mineração de texto e estatística, que transformam dados em informações para a redução de custos e aumento da lucratividade. Um dos usos principais do software é a realização de pesquisas de mercado.

## Histórico
A primeira versão surgiu em 1968 e é um dos programas de análise estatística mais usados nas ciências sociais. É também usado por pesquisadores de mercado, na pesquisa relacionada com a saúde, no governo, educação e outros sectores. Foi criado por Norman H. Nie, C. Hadlai (Tex) Hull e Dale H. Bent. Entre 1969 e 1975 o desenvolvimento, distribuição e venda do programaa ficaram a cargo  do National Opinion Research Center da Universidade de Chicago.
Originalmente o aplicativo foi criado para computadores de grande porte. Em 1970 foi publicado o primeiro manual de usuário/utilizador do SPSS por Nie e Hall. Este manual populariza o programa entre as instituições de educação superior nos Estados Unidos. Em 1984 saiu a primeira versão para computadores pessoais.
O aplicativo SPSS é vendido por uma companhia chamada também de SPSS. Isto é algo confuso, uma vez que a companhia vende uma larga gama de software de análise estatística que não apenas o programa SPSS. As iniciais da companhia significam hoje Statistical Product and Service Solutions.
O SPSS Data Editor é útil para fazer testes estatísticos, tais como os testes da correlação, multicolinearidade, e de hipóteses; pode também providenciar ao pesquisador contagens de freqüência, ordenar dados, reorganizar a informação, e serve também como um mecanismo de entrada dos dados, com rótulos para pequenas entradas.
O SPSS Data Editor tem duas "perspectivas" (views), a Data View (onde ocorre a entrada dos dados) e a perspectiva das variáveis, onde podemos seleccionar o nome, tipo, número máximo de letras por célula ("width"), número de casas decimais, rótulo, largura da célula ("columns"), alinhamento dentro da célula ("align"), e caso se quer ou não que a variável seja nominal, ordinal, ou "scale" ("measure"). Na perspectiva das variáveis também se podem categorizar as entradas em rótulos (isto é onde o uso de duas letras pode surgir em vez de palavras inteiras, na coluna "Values") e marca entradas como inválidas (na coluna "Missing").
Para aplicações especiais, tais como a análise conjunta ou de séries temporais, há módulos adicionais que se juntam ao programa base. Para além disso, a empresa SPSS oferece outros produtos como Clementine ou AnswerTree (anteriormente CHAID), que são programas Stand-alone e funcionam independentemente do SPSS base.
O SPSS é acionado pelo menu, mas também possui uma linguagem de programação própria.
Como programa estatístico é muito popular também pela capacidade de trabalhar com bases de dados de grande dimensão. Na versão 12 são possíveis mais de 2 milhões de registros e 250.000 variáveis.

## Versões do SPSS
- SPSS-X (para grandes servidores tipo UNIX)
- SPSS/PC (1984, em DOS. Primeira versão para computador portátil)
- SPSS/PC+ (1986 (em DOS)
- SPSS for Windows 6 (1992)
- SPSS for Windows 7
- SPSS for Windows 8
- SPSS for Windows 9
- SPSS for Windows 10 / for Macintosh 10 (2000)
- SPSS for Windows 11 (2001) / for Mac OS X 11(2002)
- SPSS for Windows 11.5 (2002)
- SPSS for Windows 12 (2003)
- SPSS for Windows 13
- SPSS for Windows 14
- SPSS for Windows 15
- SPSS for Text Analysis for Surveys. (2004)
- SPSS for Windows 16
- SPSS Statistics 17 (Windows & Mac)
- PASW Statistics 17
- IBM SPSS Statistics 18
- IBM SPSS Statistics 19
- IBM SPSS Statistics 20
- IBM SPSS Statistics 21
- IBM SPSS Statistics 22
- IBM SPSS Statistics 23
- IBM SPSS Statistics 24
- IBM SPSS Statistics 26

Desde o SPSS/PC há uma versão adjunta denominada SPSS Student que é um programa completo da versão correspondente mas limitada na capacidade quanto ao número de registros e variáveis que pode processar. Esta versão é para fim educativo.

## Outros programas de estatística
- UbiSurvey
- SISTAT
- Insightful (Antigo S-Plus)
- IGEst
- Axum
- Projeto R
- SAS
- Statistica
- Minitab
- EViews
- Gretl
- Shazam
- Matlab
- Sphinx Software
- Statgraphics
- PAST